# Rectoria d'Adri
La Rectoria d'Adri és una obra al nucli d'Adri, al municipi de Canet d'Adri (Gironès), protegida com a bé cultural d'interès local.

## Descripció
És una construcció de forma rectangular desenvolupada en planta baixa i dos pisos superiors. Les parets portants són de maçoneria arrebossada amb alguna pedra a les façanes exteriors, que deixen a la vista els carreus que emmarquen les obertures i les cantonades. La porta principal està feta amb llinda d'una llosa plana i brancals de pedra. Les finestres conserven l'ampit, la llinda i els brancals de pedra. A la llinda de la porta principal hi ha una llosa plana que té cisellar l'any 1781.